# Blackesjö, Västergötland
Blackesjö är en sjö i Borås kommun i Västergötland och ingår i Rolfsåns huvudavrinningsområde.